# Ziekte-overdracht
Ziekte-overdracht of -transmissie is het overbrengen van een infectieziekte van een besmet individu naar een vatbaar individu.

## Manieren
Er zijn verschillende manieren van overdracht, die afhankelijk van de ziekte meer of minder belangrijk zijn:
direct of indirect
- door direct contact: aanraken (inclusief seksueel contact): gemeenschappelijk gebruik van handdoek, sokken
  - voorbeelden: voetschimmel, impetigo, syfilis (zeldzaam na contact aanraken van een sjanker), wratten
- door indirect contact: via het aanraken van voorwerpen, dieren of personen

bijzondere routes
- door vochtdruppels: hoesten, niezen, zingen, praten en ademen veroorzaken een aerosol
  - voorbeelden: bacteriële meningitis, waterpokken, verkoudheid, griep, bof, streptococcale keelontsteking, tuberculose, kinkhoest, COVID-19
- door seksueel contact: anale, vaginale, orale seks kunnen kleine wondjes veroorzaken in penis, vagina of rectum waarlangs pathogenen die zich in sperma of vaginaal vocht bevinden, het lichaam binnendringen. Ook kan orale herpes (HSV-1) zich via overdracht door orale seks genitaal manifesteren (normaal HSV-2) en omgekeerd.
  - voorbeelden: aids, chlamydia, genitale wratten, gonorroe, hepatitis B, syfilis
- door orale transmissie: kussen of het gemeenschappelijk gebruik van een drinkglas of sigaret
  - voorbeelden:  cytomegalovirus, herpes simplex (vnl. HSV-1), mononucleose
- door fecale-orale transmissie: besmet voedsel en water door het niet wassen van de handen of door riolen die drinkwater besmetten
  - voorbeelden: cholera, hepatitis A, polio, rotavirus
- door lucht
- door ziektevectoren: insecten

persoonlijk
- verticale overdracht (maternaal): van moeder op kind: in de baarmoeder (in utero), tijdens de geboorte of door borstvoeding
  - voorbeelden: aids, hepatitis B, syfilis
- iatrogeen: door de arts: via injectienaalden of behandelingen
  - voorbeelden: CJD (injectie van besmet groeihormoon), MRSA

## Belang

### voor depathogeen
Voor de micro-organismen is het van belang dat ze voldoende besmettelijk zijn (anders sterven ze uit); de biologische evolutie heeft zo pathogenen bevoordeeld die niezen, hoesten of diarree veroorzaken.

### voor deepidemiologie
De verschillende overdrachtsroutes komen meer voor bij bepaalde sociaal-economische of culturele groepen. Om die ziekten in te dammen is het in de eerste plaats belangrijk te weten waar er moet ingegrepen worden. 
Zo zag men dat aids in de jaren 1980 vooral bij homoseksuele mannen door anale seks overgedragen werd. 
Weinig hygiënische omstandigheden zorgden voor fecale-orale overdracht van cholera tijdens de laatste cholera-epidemieën. Zuivere watervoorziening kon een epidemie stoppen.
Omgekeerd kunnen verschillen in incidentie tussen bevolkingsgroepen een aanwijzing zijn voor de belangrijkste infectieroutes.